# پیاده‌روی نوردیک

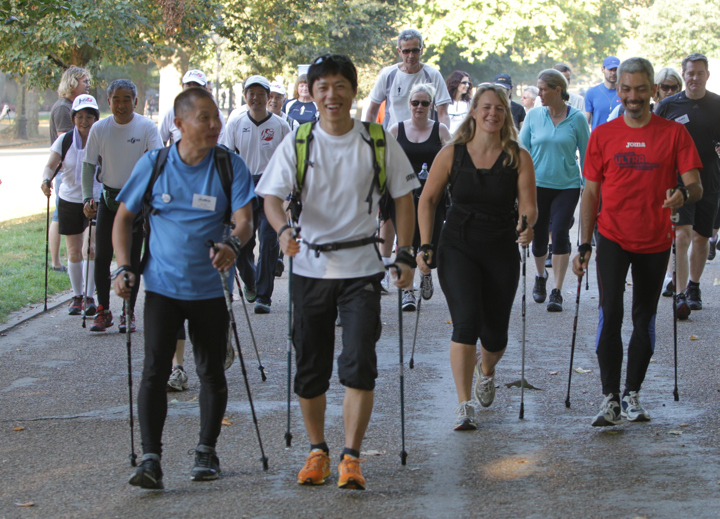
گروهی از مردم در حال پیاده‌روی نوردیک در یک پارک

پیاده‌روی نوردیک (انگلیسی: Nordic walking) نوعی پیاده‌روی با منشأ فنلاندی است که در آن از چوبدستی‌هایی شبیه به چوبدستی اسکی استفاده می‌شود.

## مزایا
برخلاف پیاده‌روی معمولی، در پیاده‌روی نوردیک شخص راه‌رونده بیشتر از کل بدنش استفاده می‌کند (با شدت بیشتر) و برای سینه، ماهیچه پشتی بزرگ، پشت بازو، جلو بازو، شانه، شکم، ستون فقرات و دیگر عضلات اصلی برانگیختگی ساخت آمادگی جسمانی را دریافت می‌کند که در پیاده‌روی معمولی وجود ندارد در نتیجه موجب افزایش قابل توجهی در ضربان قلب در یک سرعت معین می‌شود. تخمین زده می‌شود که پیاده‌روی نوردیک موجب ۴۶ درصد افزایش در مصرف انرژی می‌گردد در مقایسه با پیاده‌روی بدون چوبدستی.
چندین پژوهش علمی دربارهٔ تأثیرات پیاده‌روی نوردیک انجام شده است. یک پژوهش که پیاده‌روی نوردیک را با پیاده‌روی معمولی مقایسه کرده بود به این نتیجه رسید که پیاده‌روی نوردیک موجب کاهش چشمگیری در شاخص توده بدنی و دور کمر می‌شود. گروهی که پیاده‌روی نوردیک انجام داده بودند تنها گروهی بودند که کاهش در کل چربی بدن و افزایش در حداکثر اکسیژن مصرفی را تجربه کردند. دانشکده پزشکی هاروارد به شواهدی دست‌یافت که نشان می‌داد پیاده‌روی نوردیک دارای سوخت کالری بیشتری در مقایسه با پیاده‌روی معمولی است.